# Umetnostno drsanje na Zimskih olimpijskih igrah 1984
Umetnostno drsanje na Zimskih olimpijskih igrah 1984.

## Dobitniki medalj
| Tekma        | Zlato                             | Srebro                                | Bron                                 |
| Moški        | Scott Hamilton                    | Brian Orser                           | Jozef Sabovčík                       |
| Ženske       | Katarina Witt                     | Rosalynn Sumners                      | Kira Ivanova                         |
| Športni pari | Jelena Valova in Oleg Vasiljev    | Kitty Carruthers in Peter Carruthers  | Larisa Selezneva in Oleg Makarov     |
| Plesni pari  | Jayne Torvill in Christopher Dean | Natalija Bestemjanova in Andrej Bukin | Marina Klimova in Sergej Ponomarenko |